# La Peraleja
La Peraleja – gmina w Hiszpanii, w prowincji Cuenca, w Kastylii-La Mancha, o powierzchni 34,93 km². W 2011 roku gmina liczyła 138 mieszkańców.